# 宪政编查馆
宪政编查馆，清末政治体制改革运动中的一个官方临时研究机构。1905年置考察政治馆，1907年8月清朝决定仿行立宪，改考察政治馆为宪政编查馆，直属军机处，由军机处王大臣督饬，设提调二员综理馆中一切事宜。设编制局、统计局、官报局，译书处、图书处、总务处。宪政编查馆主要工作是翻译各国宪法，研究国情，办理有关宪政的折件，初步拟定有关法规。1911年5月清朝取消军机处并设置内阁时，宪政编查馆改名法制院，隶属内阁，由内阁总理大臣、协理大臣兼充宪政编查馆大臣。

## 职官
以下列出宪政编查馆主要职官：
- 提调：宝熙（1907-）、刘若曾（1907-）、达寿（1909-）、李家驹（1910-）
- 总核：王庆平（1907-1909）、曹广桢（1907-1909）、易贞（1909-）、刘谷孙（1909-）、楊壽樞（1910-）
- 谘议官：严复（1907-）、黄绍基（1907-）、辜鸿铭（1907-）
  - 一等谘议官：唐景崇、严修、张亨嘉、沈家本、唐文治、吴郁生、陈宝琛、孙宝琦、张荫棠、宗室宝铭、傅兰泰、刘果、乔树枏、刘廷琛、曾鑑、周树模、钱能训、樊增祥、瑞澂、沈曾植、丁宝铨、王人文、毛庆蕃、王树枏、余诚格、傅增湘、陈伯陶、孔祥霖、余堃、高凌霨、吴庆坻、沈曾桐、叶尔恺、陈骧、邓邦述、高而谦、张元奇（以上三十七员1909-）
  - 二等谘议官：周自齐、曾习经、许秉琦、李稷勋、袁嘉谷、陈田、王式通、史履晋、江春霖、谢远涵、丁仁长、王同愈、胡嗣瑗、张启后、金邦平、晏安澜、范源濂、陶葆廉、张检、严复、祁頌威、汪士元、王仁东、周学渊、王为干、张一麐、林鵾翔（以上二十七员1909-）
- 参议官：杨度（1909-）、劳乃宣（1909-）
- 入馆任事：陆宗舆（1909-）、蒲殿俊（1909-）
- 总务处
  - 总办：左孝同（1907-1909）、连甲（1909-1909）、劳乃宣（1909-1911，兼充）、杨度（1911-）
  - 帮办：汪詒書（1909-1910）、汪荣宝（1909-，兼充）、恩华（1909-，兼充）、黄瑞麟（1909-，兼充）、文斌（1910-）
  - 会办：赵炳麟（1909-）、杨度（1909-，兼充）、吴廷燮（1909-，兼充）、章宗祥（1909-，兼充）、沈林一（1909-，兼充）、钱承鋕（1909-，兼充）
  - 科员：荫桓、黄瑞麒、杨熊祥、于宝轩、张志潜、傅岳棻（以上1907-），继宗（1909-）、许宝蘅（1910-）、殷济（1910-）
  - 正科员：林炳章（1909-）、卢静远（1909-，兼充）
  - 副科员：王履康（1909-，派充）、夏启瑜（1909-，派充）、胡礽泰（1909-，兼充）、顾鼇（1909-，兼充）、傅岳棻（1909-，兼充）、张志潜（1909-，兼充）
- 编制局
  - 局长：吴廷燮（1907-）
  - 副局长：章宗祥（1907-）
  - 正科员：汪荣宝、曹汝霖、恩华（以上1907-）、金邦平（1910-，编制局正科员上行走）
  - 副科员：胡大勋、朱国桢、董康、胡礽泰、陈曾寿、嵇镜、富士英、章宗元、程明超、施耀本、颜志庆、高种、张孝移、熊垓、严锦荣、廉隅（以上1907-），陈籙（1909-）、刘福姚（1910-）、李景鉌（1910-）、汪曾武（1910-）、顾德邻（1910-）、施愚（1910-）、萧鹤祥（1910-）
- 统计局
  - 局长：沈林一（1907-）
  - 副局长：钱承鋕（1907-）
  - 正科员：延鸿、林棨、陈毅（以上1907-）
  - 副科员：文斌、吴振麟、卢静远、张国淦、夏道炳、刘泽熙、顾鼇、王建祖、嵇芩孙、陆梦熊、张鸿藻、钱应清、林蔚章（以上1907-），伍铨萃（1909-）、林世焘（1910-）、邵福瀛（1910-）
- 官报局
  - 局长：华世奎（1907-）
  - 印刷科科员：傅范初（1907-）
- 译书处
  - 总纂：严璩（1907-）